# 松田商事
松田商事株式会社（まつだしょうじ）は、宮崎県宮崎市に本社を置く、動物用医薬品等の卸売販売業である。

## 沿革
- 1951年（昭和26年）8月 - 株式会社松田商会薬品部として営業開始。

- 1953年（昭和28年）1月 - 株式会社松田商会より分離して松田商事株式会社を設立。
- 1984年（昭和59年）12月 - 本社を現在地に移転。
- 1986年（昭和61年）5月 - 都城営業所を開設。
- 1996年（平成8年）2月 - 資本金1,000万円に増資。
- 2019年（令和元年）12月 - 資本金1,250万円に増資。

## 営業品目
- 動物用医薬品、医療機器、防疫用薬品、各種ワクチン、獣医器械、衛生資材、畜産器械、農業施設、農薬、試薬、工業薬品

## 事業所
- 本社：〒880-0056　宮崎県宮崎市神宮東2丁目2番22号
- 都城営業所：〒885-0016　宮崎県都城市早水町3906番地1